# Ugandská kuchyně

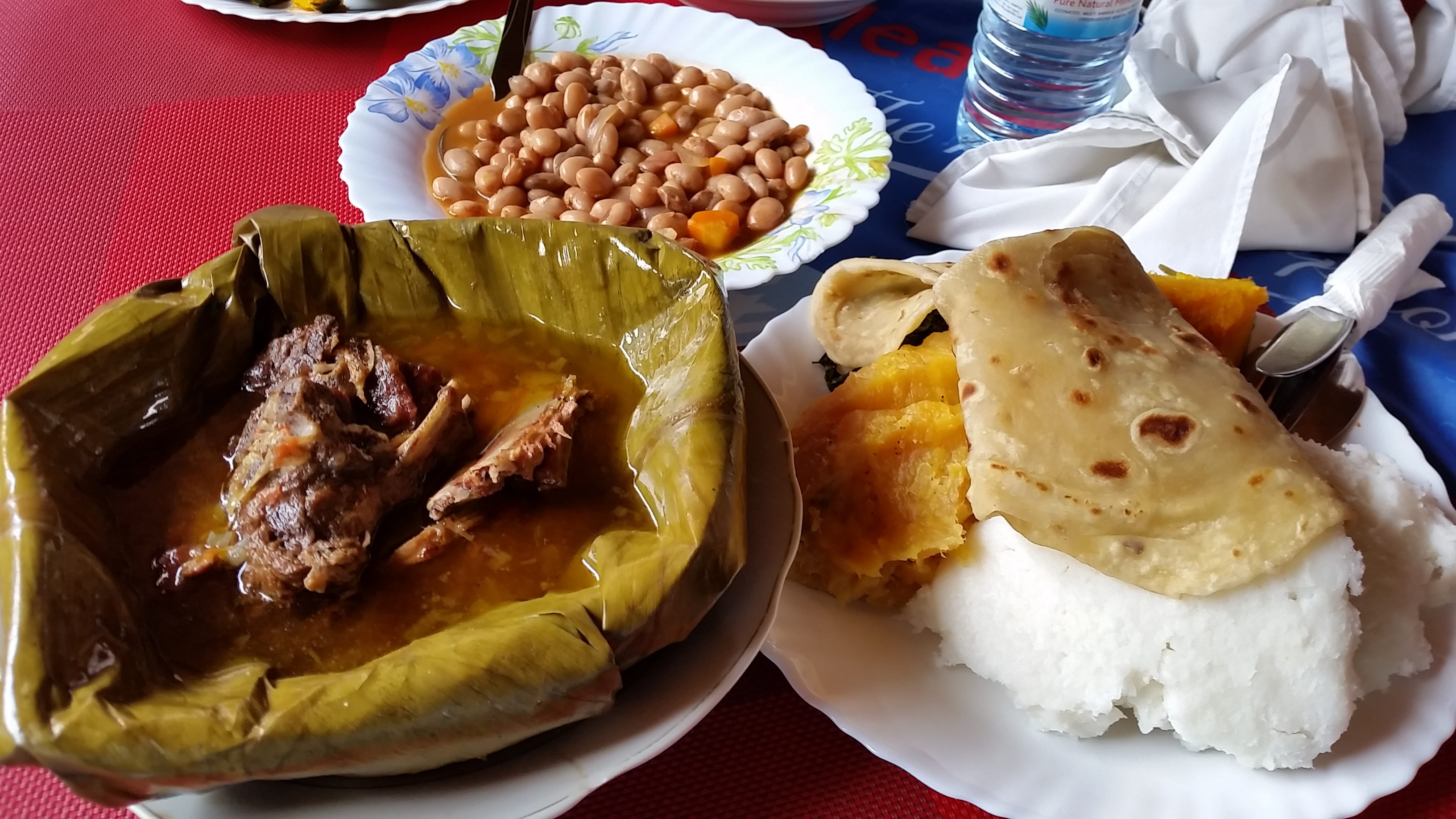
Typické ugandské jídlo: luwombo, chapati a matoke

Ugandská kuchyně byla ovlivněna především anglickou, arabskou a indickou kuchyní. Používá hlavně ryby, maso (vepřové, kuřecí, hovězí, kozí a skopové), arašídy, zeleninu, brambory, batáty (sladké brambory), banány a další tropické ovoce.

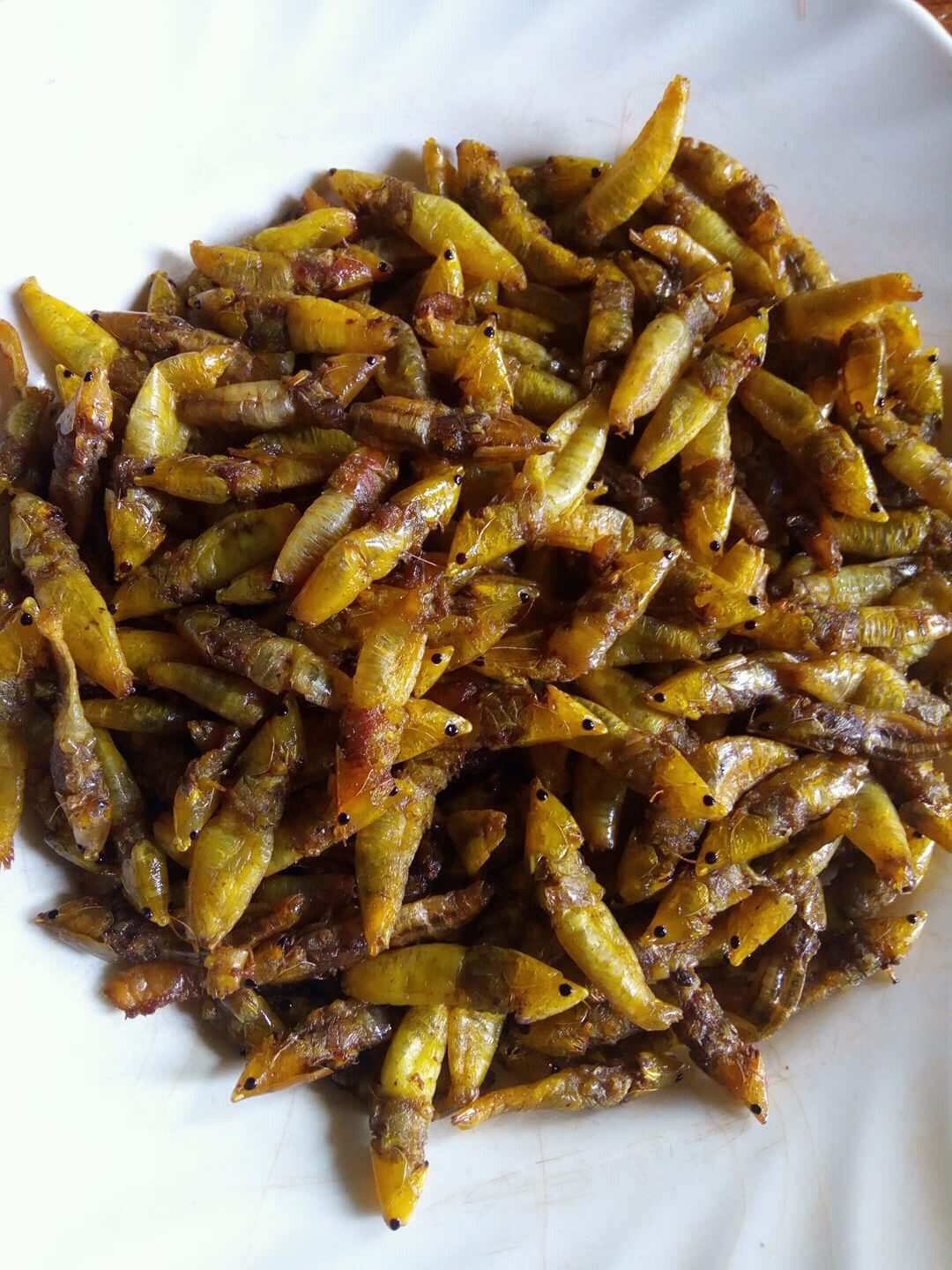
Smažená sarančata

## Příklady ugandských pokrmů
- Matoke, vařené nebo dušené rozmačkané banány, národní jídlo Ugandy.[2]
- Posho, nevýrazná kaše nebo placka, mimo Ugandu známější pod názvem ugali.
- Sim sim, opečená sezamová pasta
- Špízy
- Čapatí, indický chléb
- Smažený hmyz
- Luwombo, masový pokrm dušený v banánových listech
- Rolex, chléb chapati plněný vejci, cibulí, zeleninou a někdy i masem
- Kikomando, kousky chleba chapati podávané s fazolemi
- Mandazi, fritované sladké pečivo trojúhelníkového tvaru podobné koblize[1]

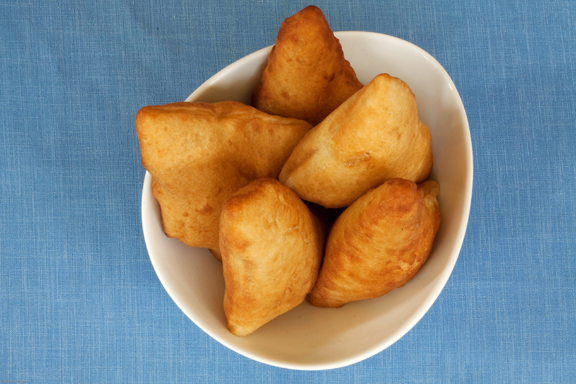
Mandazi

## Příklady ugandských nápojů
- Čaj
- Káva
- Pivo
- Pombe, místní druh piva z jáhel nebo banánů
- Waragi, místní nápoj podobný ginu
- Rozšířené jsou různé limonády, jako Coca-Cola, Pepsi nebo Fanta.[1]

## Galerie

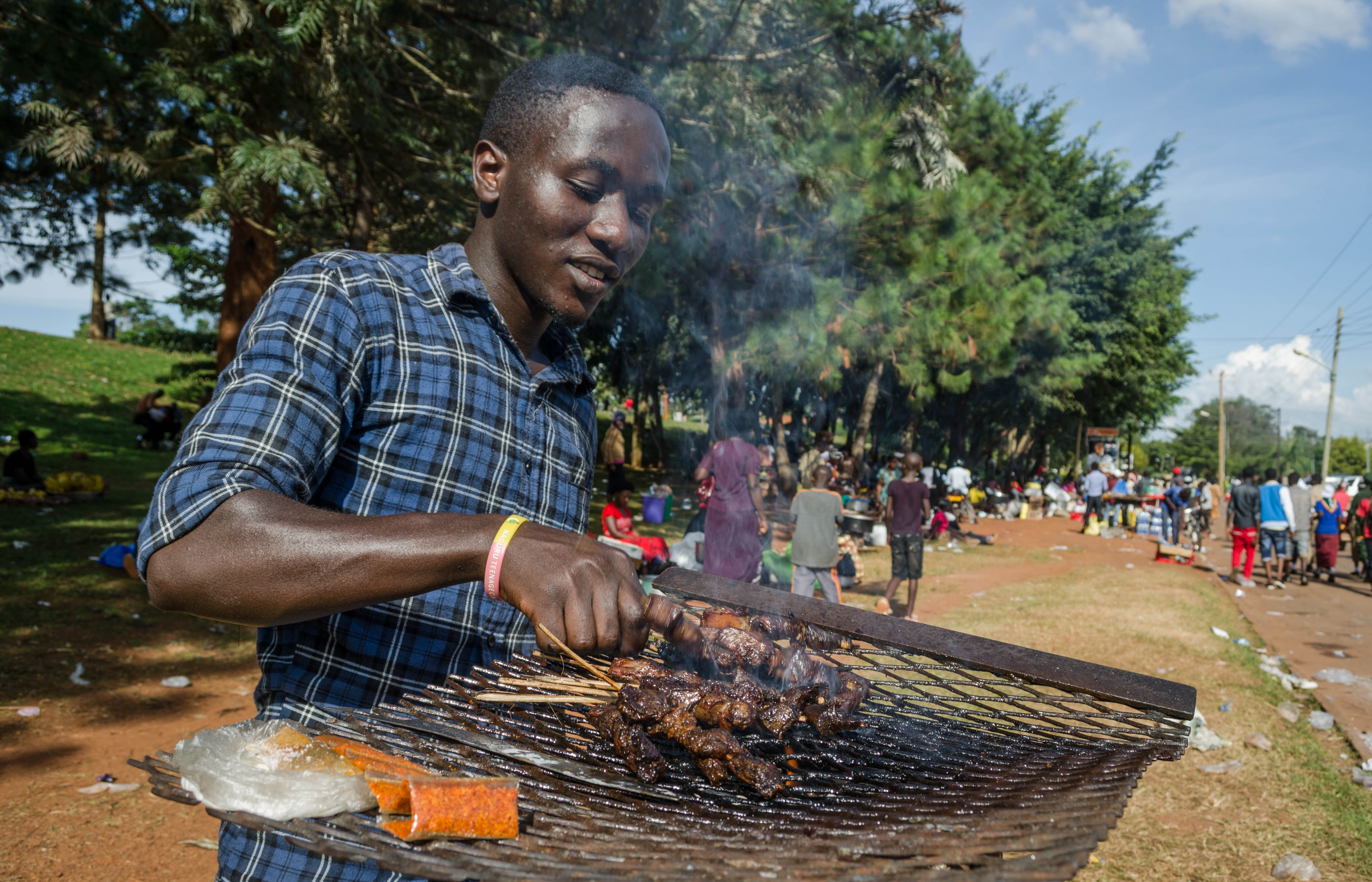
Hovězí špízy (ve městě Kampala)
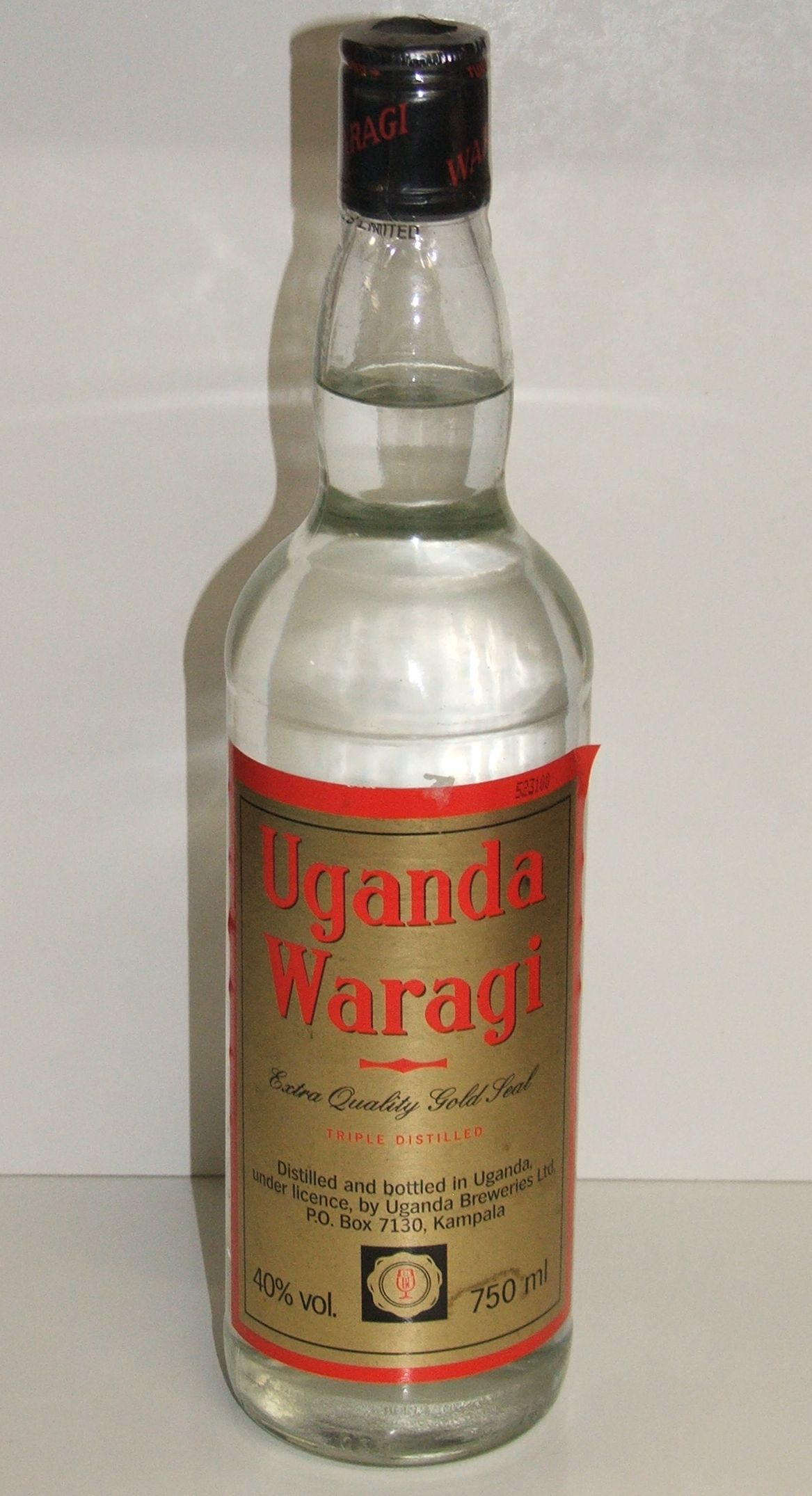
Lahev waragi
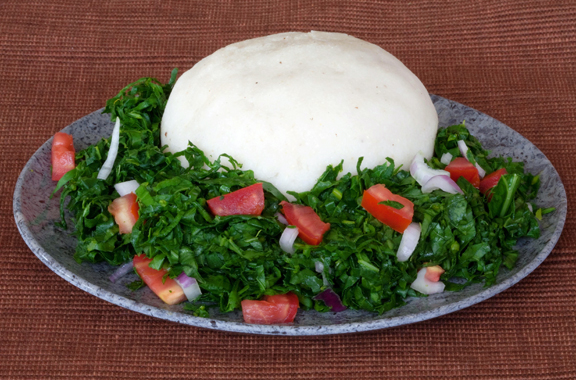
Posho
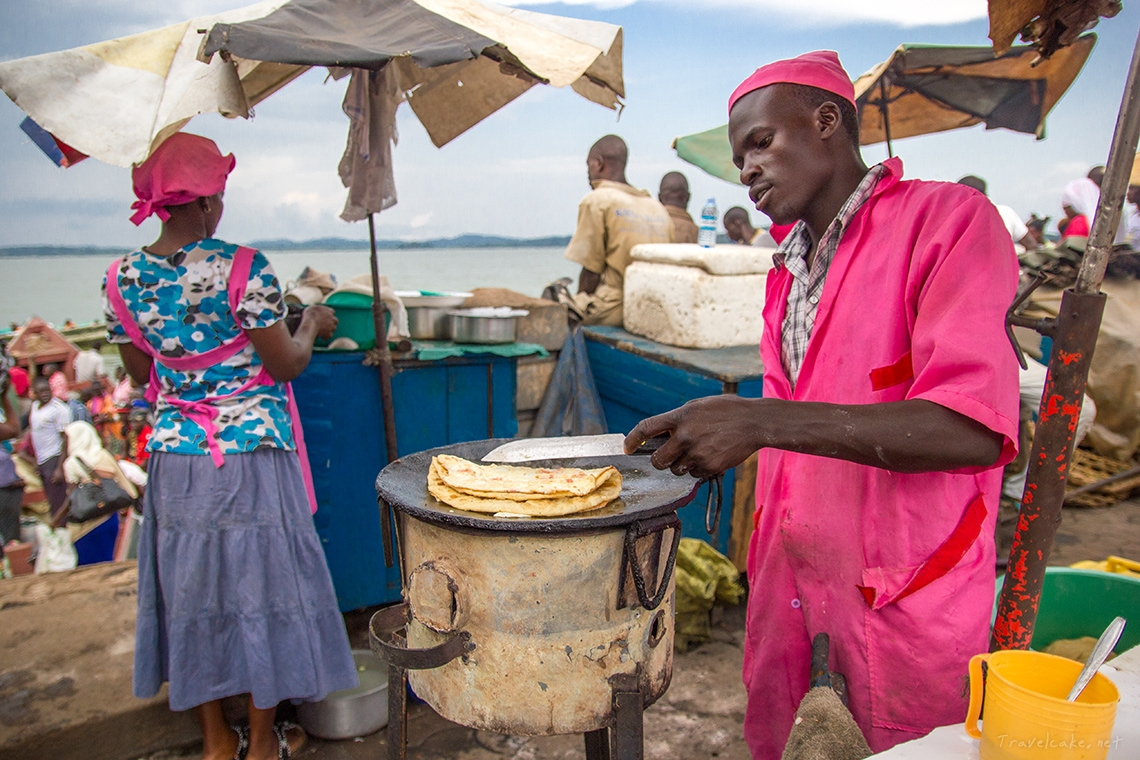
Příprava rolexu
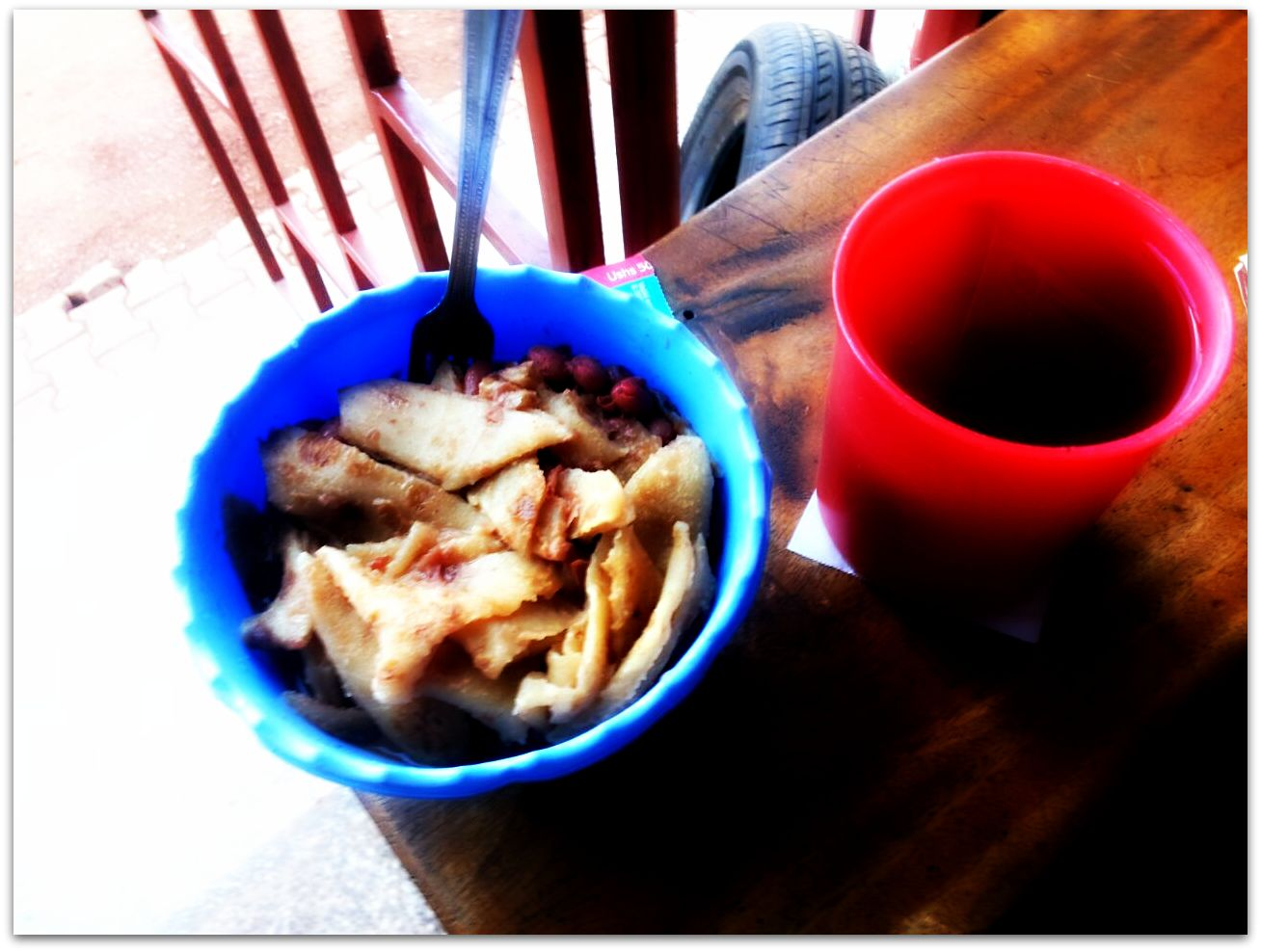
Kikomando